# Helicopis endymion
Helicopis endymion är en fjärilsart som beskrevs av Pieter Cramer 1779. Helicopis endymion ingår i släktet Helicopis och familjen Riodinidae. Inga underarter finns listade i Catalogue of Life.